# Пошта в Миколаєві

## Поява пошти

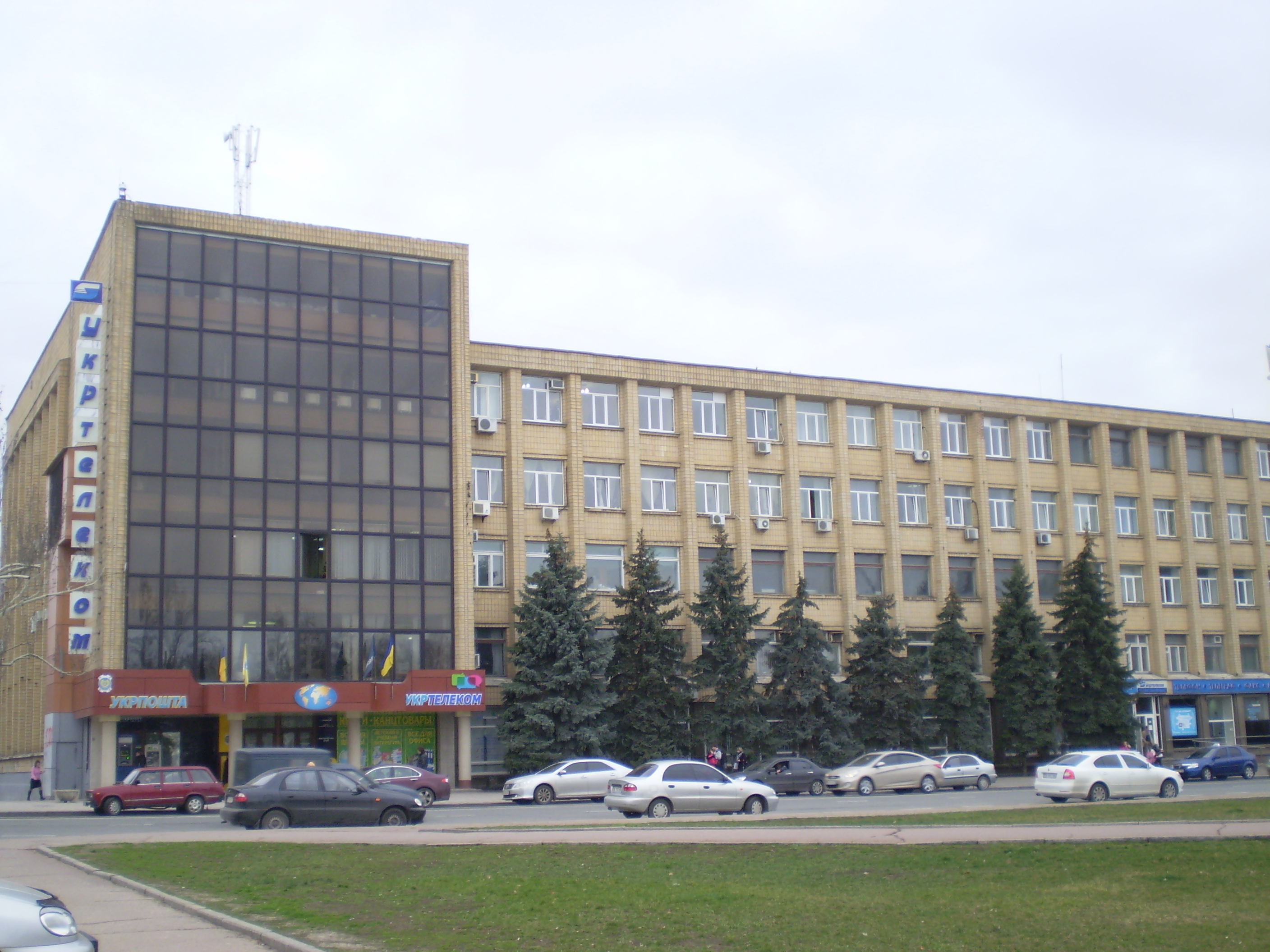
Будинок зв'язку в Миколаєві

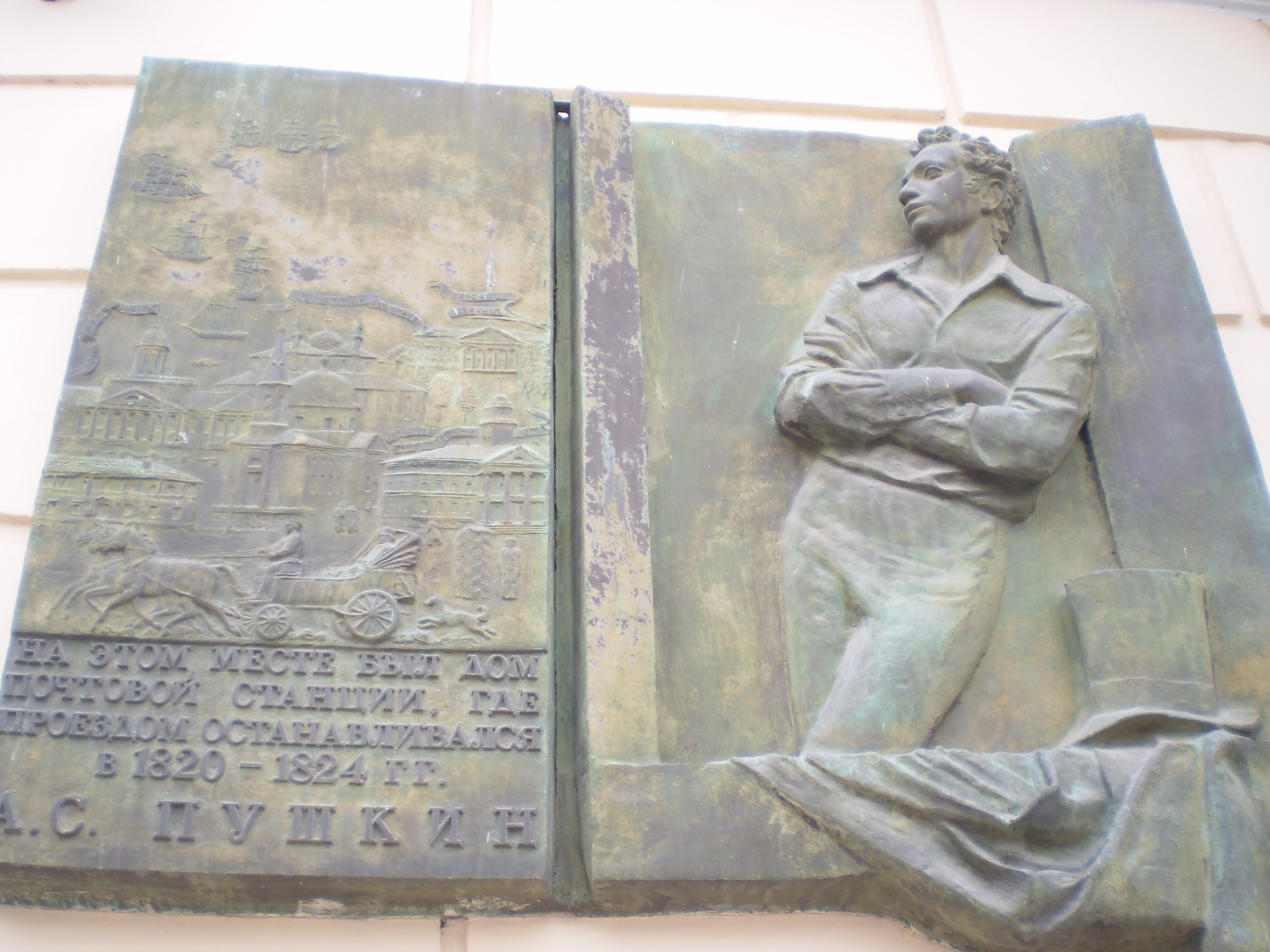
Меморіальна дошка на будівлі колишнього Поштового будинку

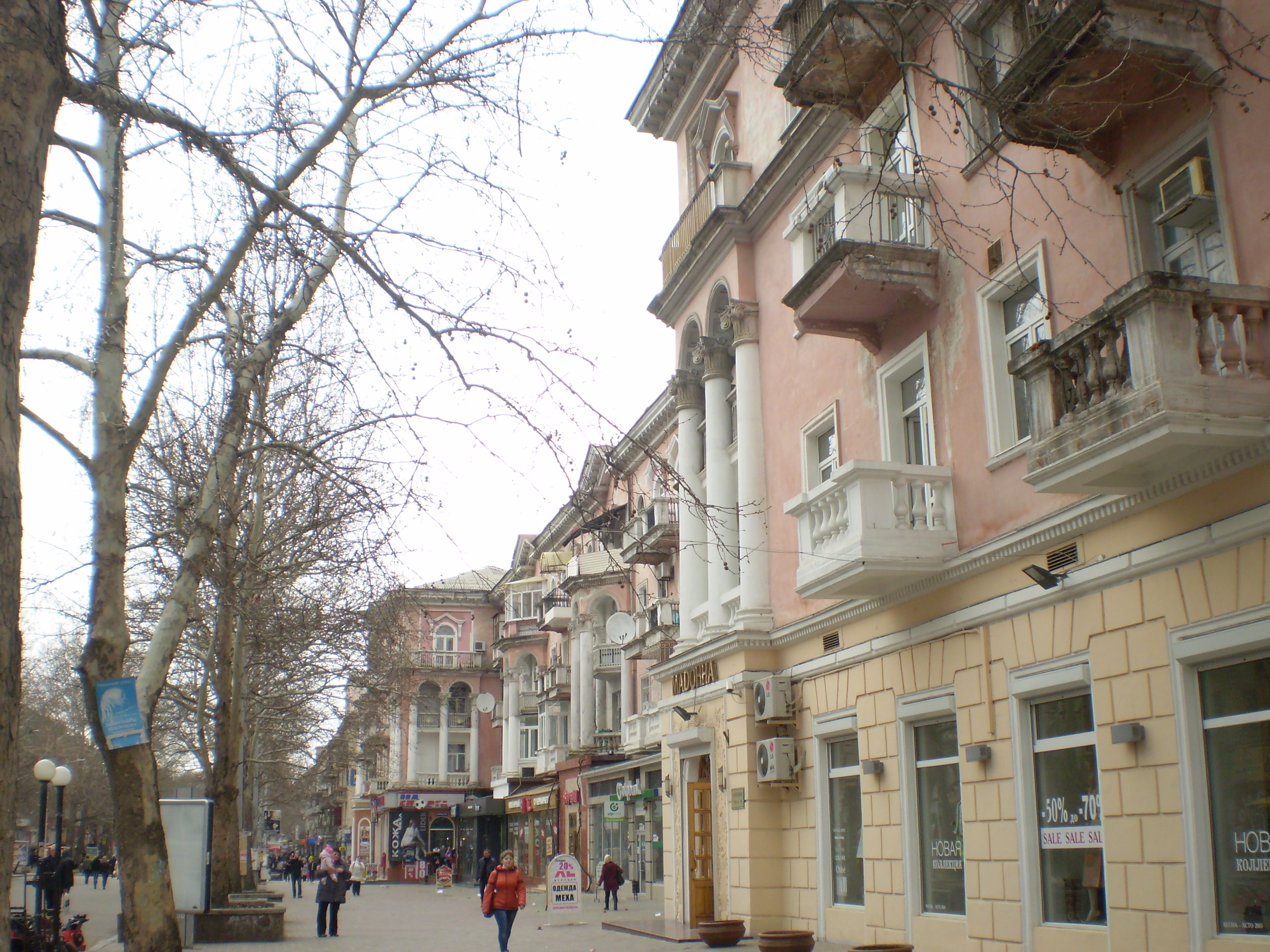
Поштовий будинок Щербакова

Поява пошти в Миколаївській області пов'язана з освоєнням цих земель козаками, коли в ΧVII столітті тут запорожцями були засновані поштові станції.
Після ліквідації Січі в 1775 р. пошта перейшла під юрисдикцію Російської держави. В кінці XVIII століття в розпорядженні Головного управління поштових справ було чотири поштамти: Петербурзький, Московський, Малоросійський, Прикордонний.

## Пошта в Херсонській губернії XVIII ст
У Миколаєві Поштовий будинок вперше з'явився в 1791 році. Він був побудований купцем Щербаковим на розі вулиць Шевченка і Соборної, являв собою двоповерхову будівлю з відкритою галереєю. На другому поверсі були невеликі номери для подорожуючих. Існує думка, що в 20-х рр. ΧΙΧ ст. тут зупинявся О. С. Пушкін. В 1824 році, коли поет востаннє побував у Миколаєві, по дорозі його прямування до Єлисаветграда зустрічалися поштові станції Кандибінська, Вейландівська, Водяна, Максимовська, Громоклеєвська, Сучаклеєвська, Компанеєвська.
Окрім Єлисаветградського тракту, в Миколаївському регіоні існували поштові дороги з Миколаєва до Херсону зі станцією в Білозерці; з Миколаєва в Одесу, відстань між якими — 126 верст, з сімома проміжними станціями; з Очакова в Миколаїв з двома проміжними станціями. На кожній з них тримали 3-16 трійок коней.
Серед повітів Херсонської губернії Херсонський став першим, де в 1867 р. була заснована земська пошта. Прийом та видачу відправлень організували в 19-ох повітових управліннях, а також в Херсоні, в повітовій земській управі та в Миколаєві, по вул. Тавричеській, 42, в будинку речника земського зібрання І. Ф. Бартенєва.
Доставка приватної кореспонденції оплачувалася земськими поштовими марками. В Миколаєві знаходилася земська поштова станція, яка розміщувалася по вулиці Рибній (зараз вулиця Чкалова), 19. Станція тримала 12 коней, на яких можна було їздити лише по Херсонському повіту, не далі 25 верст від центру.

## Пошта в ΧΙΧ ст
В ΧΙΧ ст. вже було організовано «міську» пошту. Листи громадян віддавалися до приватних лавок, які раз на день обходив поштовий працівник, збирав їх і віддавав до поштової контори. Адресати отримували їх «на вимогу». В Миколаєві така пошта почала працювати 11 січня 1879 р. і розміщувалася на Фалєєвській, 17. В 1884 р. в складі Міністерства внутрішніх справ Росії створили Головне управління пошти і телеграфів. Миколаїв ввійшов до підпорядкування Одеського поштово-телеграфного округу.

## Пошта в ΧΧ ст
На початку ΧΧ ст. миколаївська поштово-телеграфна контора розміщувалася на розі Спаської та Наваринської вулиць.
На початку ΧΧ ст. в Херсонському повіті вже нараховувалося 20 поштово-телеграфних відділень, 19 поштових станцій та 38 земських поштових пунктів. Волосні сільські поштамти були в 224 селах, 13 єврейських поселеннях та одному посаді.
Сучасна будівля головного Поштамту, Будинок зв'язку, побудована в 1970 році. Автори проекту ансамблю — архітектор С. К. Якимович, інженери Н. В. Костюкова і Н. А. Пластикова. Розміщується на вулиці Адміральській, 27 між вулицями Лягіна та Соборною.